# Tầng

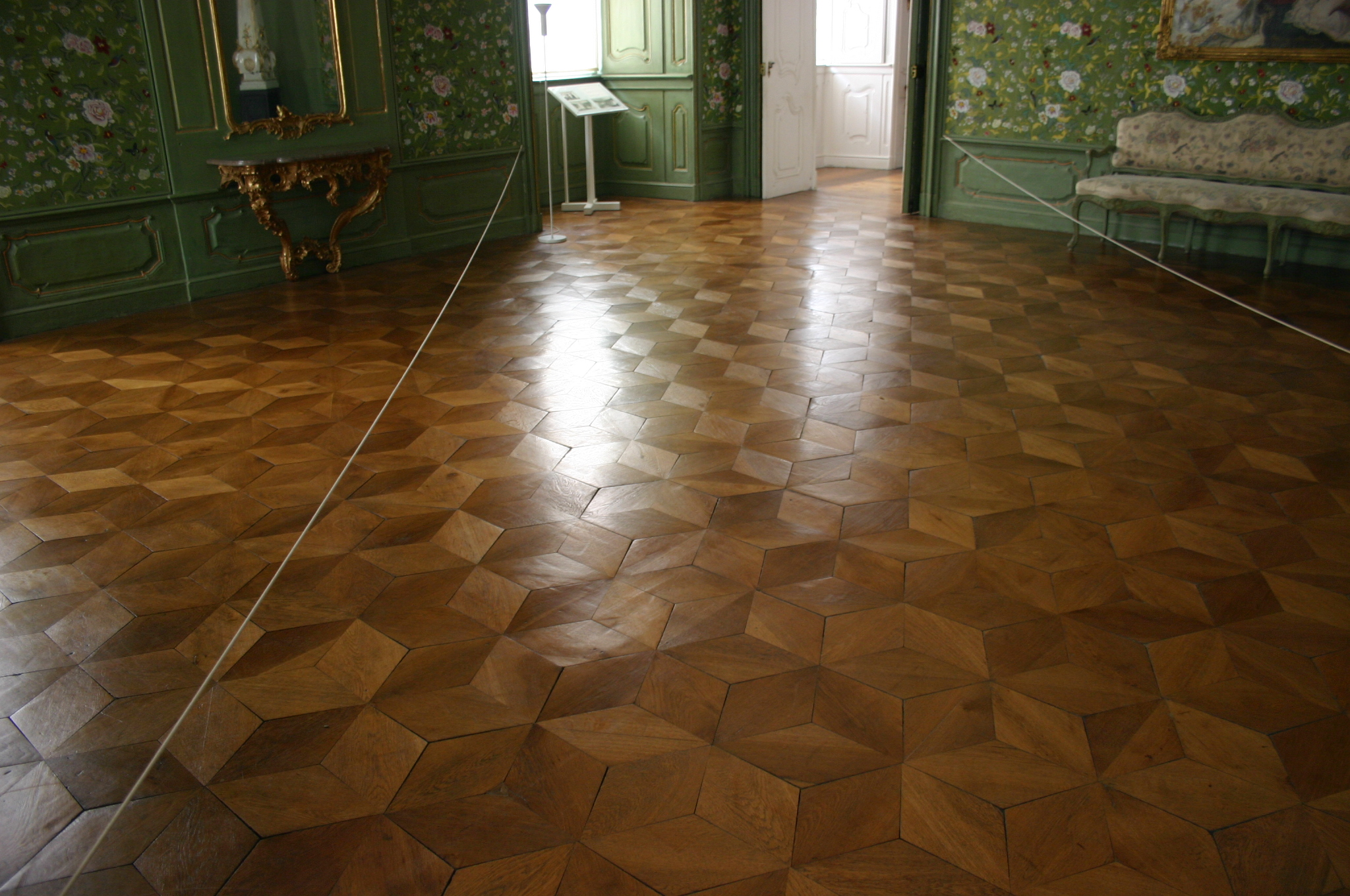
Một ví dụ về một tầng của ngôi nhà

Tầng là một thuật ngữ của kiến trúc xây dựng chỉ về khoảng không gian giữa hai mặt phẳng sàn hoặc giữa một mặt phẳng sàn và mái trong một ngôi nhà, tòa nhà. Tầng là thông số để tính ước lượng chiều cao của tòa nhà, tầng gần mặt đất nhất (tầng trệt) là tầng cơ bản, nền tảng của ngôi nhà. Bề mặt tiếp xúc của mỗi tầng đối với những hoặc đồ vật trên nó gọi là sàn nhà.
Tầng không đồng nghĩa với sàn hay tấm, sàn và tấm không không phải là thông số ước lượng chiều cao tòa nhà. Ta có thể gọi là tầng trệt nhưng không thể gọi tấm trệt, cũng như có thể gọi là tấm mái nhưng không gọi là tầng mái.
Tầng có thể sắp xếp bao gồm: Tầng trệt (tầng dưới cùng của một ngôi nhà thông thường), tầng hầm (tầng nằm dưới mặt đất trong một số công trình xây dựng kiên cố), các tầng trên (tầng một, tầng hai, tầng ba... tương đương với lầu một, lầu hai, lầu ba....) và cao nhất của một tòa nhà thường là tầng thượng, đối với một ngôi nhà thông thường thì có tầng thượng (sân thượng) phía trên có thể đổ một tấm bê tông (một kết cấu xây dựng) khoảng 30% diện tích của ngôi nhà và thường được gọi là chuồng cu. Ở tầng trệt một số ngôi nhà hay tòa nhà có thể bố trí tầng lửng. Ban công cũng là một dạng tầng đặc biệt khi nó là một phần diện tích của ngôi nhà nhô ra ngoài không gian của tòa nhà.
Tại Việt Nam, thông thường miền Nam gọi tầng sát mặt đất là trệt, rồi đến lầu 1, lầu 2. Trong khi đó, miền Bắc thì gọi tầng sát mặt đất là tầng một, tầng kế tiếp là hai, ba... Theo cách tính như vậy thì trệt tương đương với tầng 1, lầu 1 tương đương tầng 2, lầu 2 tương đương tầng 3.
Khi nói đến số tầng nhà là có thể hình dung được chiều cao khối xây của tầng nhà. Nếu thống nhất hiểu như vậy, ta có thể nói tòa nhà nào đó có 34 tầng, gồm 1 trệt, 3 hầm và 30 lầu (1 tầng trệt,  3 tầng hầm và 30 tầng lầu).
Việc đánh số và tên gọi theo các văn bản chính thức cũng không thống nhất. Theo TCVN 6003-1:2012 thì định nghĩa tầng 1 là tầng đầu tiên có sử dụng có mục đích, có nghĩa là tầng hầm thấp nhất sẽ được gọi là tầng 1.